# Jacob Schroth

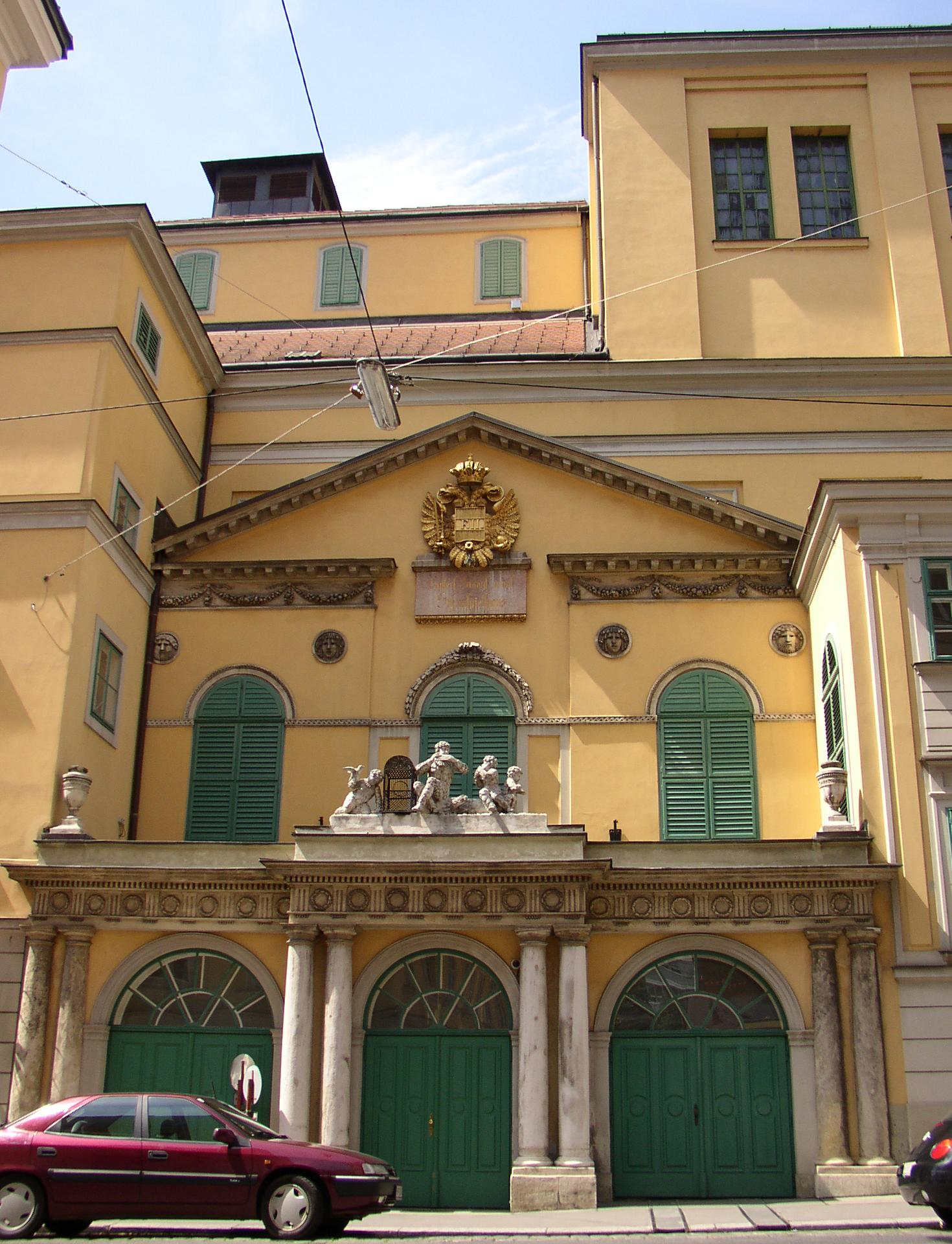
Papagenotor am Theater an der Wien

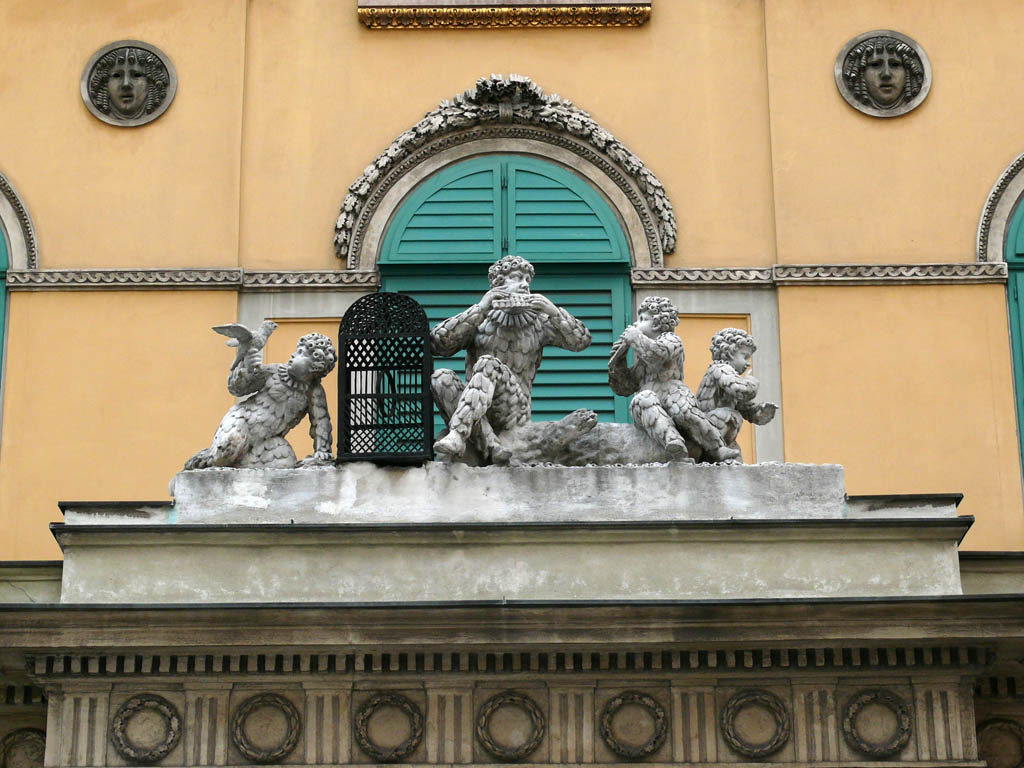
Jacob Schroths Papagenogruppe

Jacob Schroth (auch Jakob, * 20. März 1773 in Wien; † 22. Februar 1831 ebenda) war ein österreichischer Bildhauer.

## Leben und Werk
Jacob Schroth war der Sohn des Bildhauers Johann Friedrich Schroth (1736–1803) und Bruder des Bildhauers Josef Ignaz Schroth (1764–1797). Er begann seine Ausbildung zum Bildhauer bereits mit dreizehn Jahren und war ab 1786 an der Akademie der Bildenden Künste Wien als Studierender eingeschrieben.
Von Schroth stammt im Wiener Schottenstift die Ausstattung des Prälatensaals, die Gestaltung des Portals der Bibliothek sowie Arbeiten an der Hauptfassade (links der Schottenkirche). Auch Wappen über dem Quertrakt des Konventgebäudes im Schottenstift gestaltete Schroth.
Die heute wohl bekannteste Skulptur von Jacob Schroth ist eine Figurengruppe, die 1801 im Auftrag von Emanuel Schikaneder entstand. Sie zeigt diesen in seiner populärsten Rolle, dem Papageno aus Mozarts Zauberflöte, umgeben von drei kleinen Papagenos, wie sie aber nur in deren Fortsetzung Der Zauberflöte zweyter Theil vorkommen. Diese Figurengruppe schmückt das ursprüngliche Hauptportal des Theater an der Wien in der Millöckergasse Wien-Mariahilf, Ecke Papagenogasse.
Schließlich war Schroth auch 1821 Schöpfer eines Grabmals aus Granit mit getriebenen Bronze-Bildwerken für die Familie Josef Polimberger auf dem Friedhof von Baja in Ungarn. Für Joseph Latinovics von Borsód schuf er 1823 ein Grabdenkmal an der Pfarrkirche von Madaras.
1821/22 arbeitete er an der Gestaltung des Schlosses Weilburg in Baden bei Wien mit (1945 zerstört).